# Мадам де Сен-Бальмон
Альберта-Барба д’Эрнекур, дама Сен-Бальмон (Alberte-Barbe d’Ernécourt, Dame de Saint-Baslemont или Saint-Balmon; 14 мая 1607 г. — 22 мая 1660 г.) — французская героиня Тридцатилетней войны.

## Биография
Родилась в замке Невилль-ан-Верденуа, была дочерью Симона д’Эрнекура и его жены Маргариты Усс де Ватронвилль. Семья заработала состояние на торговле кожами, и Альберта после смерти её брата Николя была единственной наследницей. Её воспитывала, в основном, сестра отца мадам д’Этрепи. В 1623 году Альберту выдали замуж за Жан-Жака де Арокура, сеньора Сен-Бальмона, который командовал пехотой на службе у герцога Лотарингии Карла IV. Она родила как минимум двух детей.
Во время Тридцатилетней войны муж Альберты отправился воевать, а она оставалась в Невилль-ан-Верденуа. Эту местность наводняли отряды мародёрствующих французских, шведских и хорватских солдат. Альберта переодевалась в мужскую одежду, выдавая себя за «шевалье де Сен-Бальмонта» (якобы брата её мужа) и, как утверждается, участвовала в рукопашных схватках для защиты своего замка и местной церкви. Она создала отряд из своих крестьян и с помощью него поддерживала порядок в своих владениях. Поэтому в них укрывались от мародёров и жители других мест.
Ещё в начале войны муж Альберты попал в плен, но его выкупили. Однако в 1644 г. (в этот год также умер её сын) Альберта узнала, что её муж был убит в бою. Примерно тогда же регентшей Франции стала Анна Австрийская, которая запретила женщинам одеваться в мужскую одежду. Поэтому мадам Сен-Бальмон перестала участвовать в боевых действиях. Война закончилась, и Анри де ла Ферте-Сеннетер, ставший правителем Лотарингии, захватил имение Альберты, после чего она ушла в монастырь, где и умерла.
Альберте приписывают три пьесы, также утверждается, что она писала религиозные стихи. Но сохранилась лишь одна пьеса, Les Jumeaux martyrs, 1650 года, трагедия о древнеримских братьях-близнецах, которые приняли христианство.
В региональном музее в дворце герцогов Лотарингии в Нанси хранится портрет мадам Сен-Бальмон на коне кисти её современника Клода Деруэ.